# Oleksandrivka (consejo de la aldea Podilsk)
Oleksandrivka  (ucraniano: Олександрівка) es una localidad del Raión de Podilsk en el Óblast de Odesa de Ucrania. Según el censo de 2001, tiene una población de 410 habitantes.